# Блонський Пантелеймон Йосипович
Пантелеймон Йосипович Блонський (27.06.1876, с. Андріївка Кам'янець-Подільського повіту Подільської губернії — серпень 1942, Комі) лікар, український соціал-демократ, член Української Центральної Ради і Всеукраїнської Ради селянських депутатів.

## Біографія

### Становлення
Походить із роду Блонських. Навчався в Австро-Угорщині і Німеччині. Закінчив медичний факультет Варшавського університету (1904). Під наглядом з 1900, український соціал-демократ. Земський лікар, в 1905 звільнений за неблагонадійність. Працював лікарем Каневі, Городищі, Черкасах, Ротмистрівці і Корсуні. В 1906 притягувався за революційну пропаганду. Присутній в березні 1907 року на з'їзді УСДРП в Києві. З 2 листопада 1914 року член катеринославської «Просвіти».

### Діяч Української народної республіки
В 1917 член Української Центральної Ради і Всеукраїнської Ради селянських депутатів. Обраний від кам'янецького повіту. Голова кам'янецької повітової управи, кам'янецький повітовий комісар. В лютому 1918 член Малої Ради. Член УСДРП.

### Жертва політичних репресій
В 1919 році арештований ЧК в Черкасах. В 1921 потрапив під слідство. Арештований в 1929 році. В 1933 засудив Голодомор, написав з цього приводу скаргу у ЦК КПУ і лист до Комінтерну. З початком Другої світової війни поширював інформацію про радянсько-нацистську співпрацю. В 1939 році арештований, на засланні в Сісольському районі Республіка Комі, працював головний лікарем. 12 січні 1942 заарештований. 29 серпня 1942 особливою нарадою при НКВС по ст. 58-10 УК РСФСР засуджений до страти.

### Родина
Дружина - Анна Олександрівна Бабкіна; син - Тарасій (1909 - 25 грудня 1937).